# Martha Huatay
Martha Huatay Ruiz (Trujillo, 1943-Buenos Aires, 2022) fue una abogada y terrorista peruana, miembro de Sendero Luminoso. Fue encarcelada en el año 1992 por el delito de terrorismo y salió en libertad el 16 de octubre de 2017, tras cumplir 25 años de condena.

## Biografía
Nació en Trujillo, fue conocida en la organización terrorista bajo el seudónimo de 'Rosa', es abogada por la PUCP, y fue profesora de Filosofía y Ciencias Sociales.
Formó parte del 'Socorro Popular', encargada de la defensa legal de los senderistas detenidos y de la organización de protestas y atentados durante las décadas de 1980-1990 en territorio peruano.
Asimismo, fue fundadora de la Asociación de Abogados Democráticos, organismo que apoyaba a Sendero Luminoso, visitando como abogada varios países europeos para explicar la situación que atravesaba su país, pasando después a la clandestinidad y formando parte del grupo más allegado al líder senderista Abimael Guzmán. 
Durante los años en los que formó parte de Sendero Luminoso, se encargó, entre otras cuestiones, de organizar y planificar varios atentados terroristas en la capital peruana, Lima.

### Caso Tarata
La noche del 16 de julio de 1992 la calle Tarata, en el distrito de Miraflores de la ciudad de Lima, sufrió uno de los peores atentados terroristas conocidos en la historia de Perú, dejando un saldo de 25 personas muertas, más de 200 heridos y cuantiosas pérdidas materiales y económicas. El citado día, dos coches bomba, cada uno equipado con 250 kilogramos de explosivos -ANFO y dinamita-, explotaron en la mencionada calle a las 21:15 horas y, además de dejar más de una veintena de víctimas mortales casi en el acto, la onda expansiva creada provocó graves daños en 183 casas, 400 negocios y 63 automóviles estacionados. El verdadero objetivo del ataque era la agencia del Banco de Crédito del Perú, pero un vigilante de la entidad no permitió a los senderistas que llevaban los coches estacionar en el lugar, por lo que decidieron dejar los vehículos en la siguiente intersección, en la calle Tarata.
El 14 de julio de 1999 fue capturado Óscar Ramírez Durand -Camarada Feliciano-, otro de los líderes de Sendero Luminoso, quien en sus declaraciones sobre el grupo terrorista y su operativo nombró a Martha Huatay como participante en el atentado, aunque esta declaración no fue entregada y Huatay no fue investigada.[cita requerida]

### Captura
El 20 de octubre de 1992, poco después de un mes de la detención de Abimael Guzmán, la brigada antiterrorista de Perú confirmaba haber atrapado a Huatay y otros siete integrantes de Sendero Luminoso, siendo finalmente encarcelada con una pena de 25 años de prisión y el pago de una reparación civil solidaria en favor del Estado, la cual no ha abonado.

### Libertad
El 16 de octubre de 2017 fue liberada tras cumplir su condena de 25 años de prisión.

### Fallecimiento
Tras su liberación, Huatay fugó a Argentina, donde opera una base del MOVADEF, en junio de 2022 mientras se encontraba en investigación por el atentado de Tarata. Debido al caso seguido, el Poder Judicial ordenó su prisión preventiva y se dispuso su captura internacional. En abril de 2023, el diario argentino Clarín difundió un certificado médico y un acta de defunción donde se decía que Huatay había muerto el 12 de septiembre de 2022 de un paro cardiorrespiratorio e insuficiencia cardíaca y cuyo cadáver fue cremado por disposición de familiares en Argentina. El anuncio de su muerte causó sospechas debido a las tácticas de Sendero Luminoso de encubrirse y desaparecer. Se dispuso que un equipo de la policía nacional viajara a Argentina a verificar el deceso.